# لوكاس سواريس
لوكاس سواريس هو لاعب كرة قدم برازيلي في مركز ظهير ‏، ولد في 4 مايو 1998 في غويانيا في البرازيل. لعب مع ألفيركا.

## وصلات خارجية
- لوكاس سواريس على موقع قاعدة بيانات كرة القدم.إي يو (الإنجليزية)
- لوكاس سواريس على موقع Soccerway.com (الإنجليزية)